# Masoncus conspectus
Masoncus conspectus là một loài nhện trong họ Linyphiidae.
Loài này thuộc chi Masoncus. Masoncus conspectus được Willis J. Gertsch & Michael Davis miêu tả năm 1936.